# Berlengas
Die Berlengas sind ein Archipel im Atlantischen Ozean vor der Küste Portugals bei Peniche. Sie bestehen aus den drei Inselgruppen von Berlenga Grande, der Farilhões und Estelas.
Die größte aller Inseln ist Berlenga Grande (oder Ilha da Berlenga), sie ist die einzige, die teilweise bewohnt ist. In der Antike hieß sie bei Claudius Ptolemäus Londobris. Der Archipel ist ein Naturreservat mit großer touristischer Bedeutung für die nahe Stadt Peniche.
Die Gewässer um die von nur rund 50 Menschen bewohnten Berlenga-Inseln sind ein beliebtes Tauchgebiet. Die Hauptinsel weist bizarre Felsformationen sowie Buchten und Grotten auf. Unterhalb des Leuchtturms befindet sich das Forte de São João Baptista das Berlengas.
2019 wurden die Inseln nach erfolgreicher Bekämpfung invasiver Arten erstmals seit Jahrzehnten wieder vom Madeirawellenläufer als Brutplatz aufgesucht. Im März 2019 wurde ein Küken gefunden.

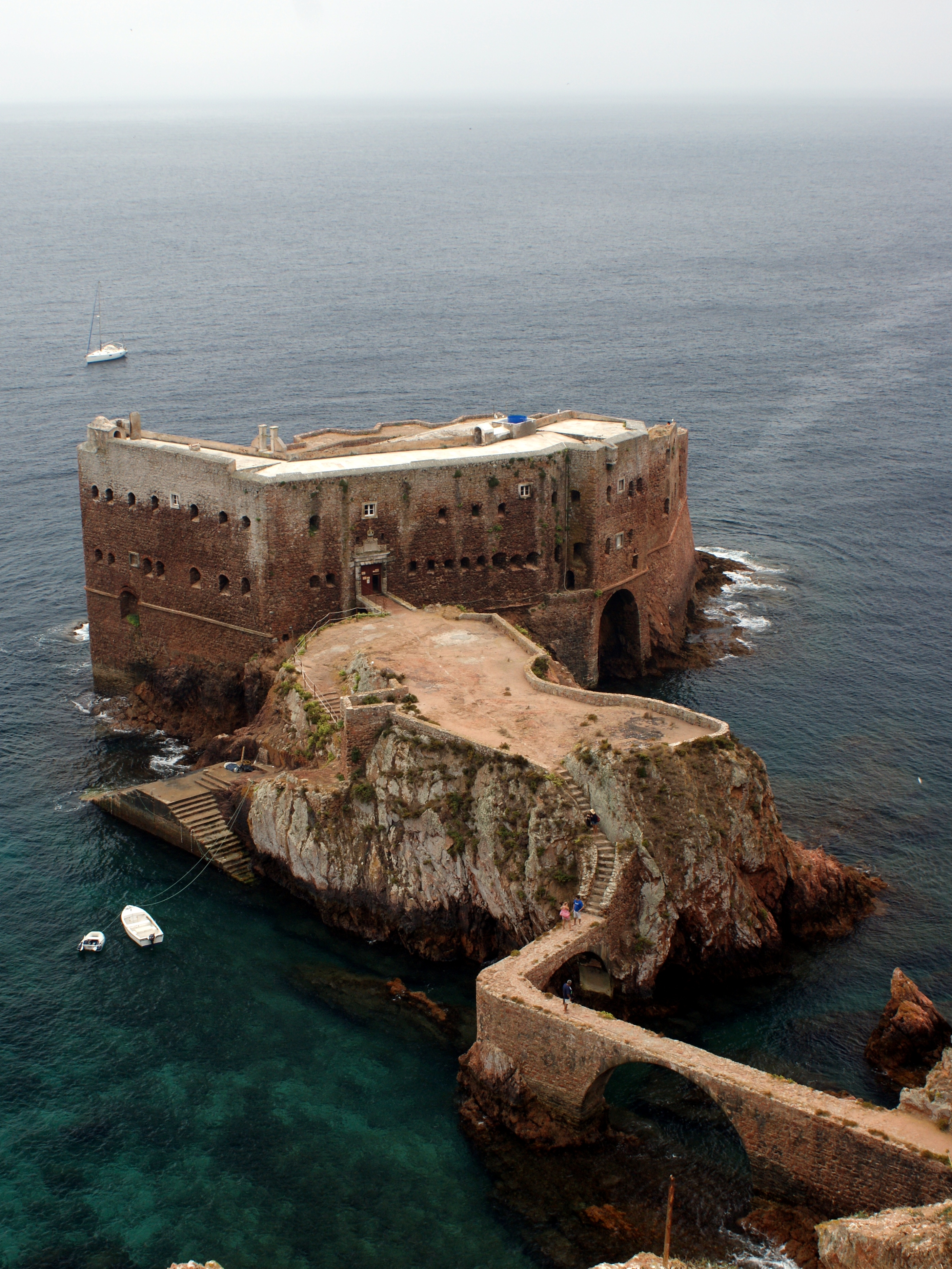
Fort auf Berlenga Grande